# Манчестер (округ Джексон, Вісконсин)
Манчестер (англ. Manchester) — місто (англ. town) в США, в окрузі Джексон штату Вісконсин. Населення — 825 осіб (2020).

## Демографія
Згідно з переписом 2010 року, у місті мешкали 704 особи в 298 домогосподарствах у складі 218 родин. Було 436 помешкань
Расовий склад населення:
| - 93,0 % — білих - 5,0 % — корінних американців - 0,6 % — чорних або афроамериканців - 0,1 % — азіатів |

До двох чи більше рас належало 1,1 %. Частка іспаномовних становила 1,1 % від усіх жителів.
За віковим діапазоном населення розподілялося таким чином: 18,9 % — особи молодші 18 років, 60,2 % — особи у віці 18—64 років, 20,9 % — особи у віці 65 років та старші. Медіана віку мешканця становила 47,8 року. На 100 осіб жіночої статі у місті припадало 113,3 чоловіків;  на 100 жінок у віці від 18 років та старших — 112,3 чоловіків також старших 18 років.
Середній дохід на одне домашнє господарство  становив 70 220 доларів США (медіана — 47 361), а середній дохід на одну сім'ю — 82 550 доларів (медіана — 53 194). Медіана доходів становила 42 115 доларів для чоловіків та 34 750 доларів для жінок. За межею бідності перебувало 11,7 % осіб, у тому числі 25,4 % дітей у віці до 18 років та 1,1 % осіб у віці 65 років та старших.
Цивільне працевлаштоване населення становило 330 осіб. Основні галузі зайнятості: виробництво — 16,7 %, освіта, охорона здоров'я та соціальна допомога — 13,6 %, транспорт — 13,3 %.